# VBC Voléro Zurich (volley-ball féminin)
Pour les articles homonymes, voir VBC Voléro Zurich.
Maillots
Le Volleyball Club Voléro Zurich est un club suisse de volley-ball fondé en 1973 et basé à Zurich qui évolue en Ligue Nationale A féminine. À partir de la saison 2018-2019 l'équipe première coopère avec le club Entente sportive Le Cannet-Rocheville pour devenir le Volero Le Cannet.

## Palmarès
- Championnat de Suisse[3]
  - Vainqueur : 2005, 2006, 2007, 2008, 2010, 2011, 2012, 2013, 2014[4]2015[5]2016[6]2017[7]2018[8]
- Coupe de Suisse[3]
  - Vainqueur : 2005, 2006, 2007, 2008, 2010, 2011, 2012, 2013, 2014[9]2015[10]2016[11]2017[12]2018[13]
- Supercoupe de Suisse[3]
  - Vainqueur : 2006, 2009, 2010, 2011, 2016[14]2017[15]

## Entraîneur
- juillet 2017-décembre 2017 :  Anderson Rodrigues

## Effectifs

### Saison 2017-2018
| No                                           | Nom                                          | Date de naissance                            | Taille                         | Poids                          | Poste                          |
| -------------------------------------------- | -------------------------------------------- | -------------------------------------------- | ------------------------------ | ------------------------------ | ------------------------------ |
| 1                                            | Angelina Lazarenko                           | 13 avril 1998                                | 192                            | 76                             | Centrale                       |
| 2                                            | Tiiamari Sievänen                            | 19 juillet 1994                              | 168                            | 58                             | Libero                         |
| 3                                            | Ljubica Milojević                            | 13 février 1999                              | 190                            | 70                             | Centrale                       |
| 4                                            | Bojana Živković                              | 29 mars 1988                                 | 185                            | 70                             | Passeuse                       |
| 4                                            | Samara Almeida                               | 16 juillet 1992                              | 184                            | 65                             | Réceptionneuse-attaquante      |
| 5                                            | Gergana Dimitrova                            | 28 février 1996                              | 184                            | 71                             | Réceptionneuse-attaquante      |
| 6                                            | Gaby Schottroff                              | 8 février 1997                               | 192                            | 78                             | Centrale                       |
| 7                                            | Ana Antonijević                              | 26 août 1987                                 | 185                            | 72                             | Passeuse                       |
| 8                                            | Silvija Popović                              | 15 mars 1986                                 | 175                            | 60                             | Libero                         |
| 9                                            | Liset Herrera Blanco                         | 12 juin 1998                                 | 192                            | 70                             | Centrale                       |
| 10                                           | Ana Bjelica                                  | 3 avril 1992                                 | 192                            | 82                             | Attaquante                     |
| 11                                           | Mira Todorova                                | 12 avril 1994                                | 187                            | 70                             | Centrale                       |
| 12                                           | Rosir Calderón                               | 28 décembre 1984                             | 191                            | 86                             | Attaquante                     |
| 13                                           | Anastassia Kornienko                         | 9 septembre 1992                             | 184                            | 71                             | Passeuse                       |
| 14                                           | Julie Lengweiler                             | 6 novembre 1998                              | 187                            | 70                             | Réceptionneuse-attaquante      |
| 17                                           | Laura Unternährer                            | 11 juillet 1993                              | 177                            | 66                             | Réceptionneuse-attaquante      |
| 18                                           | Alexandra Lazic                              | 24 avril 1994                                | 186                            | 70                             | Réceptionneuse-attaquante      |
| 20                                           | Nancy Carrillo                               | 11 janvier 1986                              | 190                            | 74                             | Attaquante                     |
|                                              |                                              |                                              |                                |                                |                                |
| Encadrement technique                        | Encadrement technique                        |                                              | Légende                        | Légende                        | Légende                        |
| Entraîneur : Avital Selinger                 | Entraîneur : Avital Selinger                 | Entraîneur : Avital Selinger                 | : Capitaine                    | : Capitaine                    | : Capitaine                    |
| Entraîneur(s) adjoint(s) : Gil Ferrer Cutiño | Entraîneur(s) adjoint(s) : Gil Ferrer Cutiño | Entraîneur(s) adjoint(s) : Gil Ferrer Cutiño | : Joueuse blessée actuellement | : Joueuse blessée actuellement | : Joueuse blessée actuellement |